# 마르크 오버르마르스 (컴퓨터 과학자)
마르퀴스 헨드리크 "마르크" 오버르마르스(네덜란드어: Markus Hendrik  "Mark" Overmars, 1958년 9월 29일 제이스트 ~ )는 네덜란드의 컴퓨터 과학자로, 게임 개발 도구인 게임메이커를 개발한 인물로 알려져 있다. 현재 위트레흐트 대학교의 기하학, 공상, 가상 현실 연구소(Center for Geometry, Imaging, and Virtual Environments, GIVE) 소장을 맡고 있다. 이 연구소는 컴퓨터 그래픽, 로봇 공학, 지리 정보 시스템, 공상, 멀티미디어, 가상 현실, 게임에 관한 연구를 진행하고 있다.